# Prosopocera pseudofatidica
Prosopocera pseudofatidica là một loài bọ cánh cứng trong họ Cerambycidae.